# Giliastrum acerosum
Giliastrum acerosum là một loài thực vật có hoa trong họ Polemoniaceae. Loài này được (A.Gray) Rydb. mô tả khoa học đầu tiên năm 1917.